# Jules Dassin

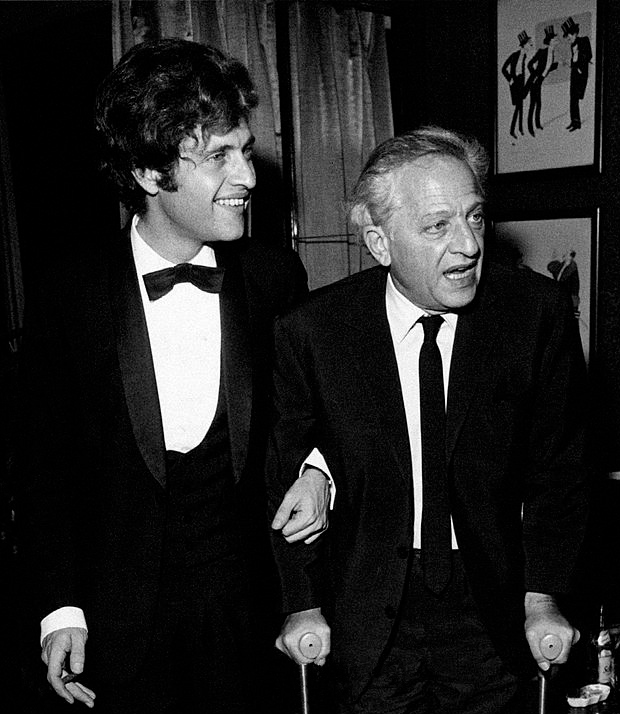
Jules Dassin (rechts) mit seinem Sohn, dem Chanson-Sänger Joe Dassin, 1970

Jules Dassin, eigentlich Julius Dassin (geboren am: 18. Dezember 1911 in Middletown, Connecticut; gestorben am: 31. März 2008 in Athen), war ein US-amerikanischer Filmregisseur, Drehbuchautor, Produzent und Schauspieler. Nach ersten Erfolgen in Hollywood zog er zu Beginn der McCarthy-Ära nach Europa, wo er seine Karriere fortsetzte. Zu seinen bekanntesten Werken zählen die in Europa entstandenen Filme Rififi, Sonntags… nie! und Topkapi. Er heiratete in zweiter Ehe die griechische Schauspielerin und spätere Politikerin Melina Mercouri und nahm nach Jahren im französischen Exil die griechische Staatsbürgerschaft an.

## Leben
Jules Dassin war der Sohn von Samuel Dassin, einem ukrainisch-jüdischen Immigranten in den USA, und seiner Frau, Berthe Vogel. Der bei der Einwanderung des Vaters in die USA entstandene Familienname erinnert an den Herkunftsort, Odessa. Nach dem Umzug nach New York wuchs Jules Dassin mit sieben Geschwistern im Stadtteil Harlem auf. Er schloss sich der politisch linken jiddischsprachigen Theatergruppe ARTEF (Arbeter Theatre Farband), in der er sich zunächst als Schauspieler, später als Regisseur betätigte, sowie dem Group Theater an.
In den 1930er Jahren wurde er Mitglied der kommunistischen Partei, aus der er 1939, enttäuscht über den Hitler-Stalin-Pakt, austrat.
1940 führte Dassin erstmals Regie am Broadway und schrieb Sketche für Radiosendungen. 1941 gab er sein Debüt als Filmregisseur bei der Filmproduktionsgesellschaft Metro-Goldwyn-Mayer (MGM). Nach einem Zerwürfnis mit MGM-Chef Louis B. Mayer drehte er für den Produzenten Mark Hellinger und Universal Pictures die Film noirs Zelle R 17 und Stadt ohne Maske. Nach Hellingers frühzeitigem Tod wechselte Dassin zu 20th Century Fox und führte bei einem weiteren Film noir, Gefahr in Frisco, Regie.
Die McCarthy-Ära setzte Dassins Karriere in den USA ein Ende: 1949 geriet er ins Visier antikommunistischer Ermittlungen, weshalb Fox-Produktionschef Darryl F. Zanuck ihn seinen nächsten Film in London statt in den USA drehen ließ: Die Ratte von Soho. Dassin konnte das Filmmaterial jedoch nicht selbst schneiden, weil ihm der Zutritt zum Studiogelände in Hollywood verwehrt wurde. Stattdessen gab er die Schnittanweisungen telefonisch durch. Beim Kinostart gingen die Kritiker in den USA mit dem Film hart ins Gericht; heute gilt er hingegen als eine von Dassins besten Arbeiten aus seiner amerikanischen Zeit.
1951 denunzierten Elia Kazan und Edward Dmytryk Dassin vor dem Komitee für unamerikanische Umtriebe (HUAC). Ohne Aussicht auf weitere Beschäftigung in der US-Filmindustrie emigrierte Dassin mit seiner Familie nach Europa. Auch dort konnte er erst nach fünf Jahren wieder drehen, da von amerikanischer Seite Druck auf europäische Filmproduzenten ausgeübt wurde, die befürchten mussten, dass Filme Dassins in den USA nicht vertrieben werden könnten.
Im Jahr 1955 übernahm Dassin die Arbeit an seinem ersten europäischen Film: Der in Frankreich gedrehte Gangsterfilm Rififi wurde ein großer Kritiker- und Publikumserfolg. Dassin ließ sich die französische Romanvorlage ins Englische übersetzen, schrieb das Drehbuch auf Englisch und ließ es zurück ins Französische übersetzen. Unter dem Pseudonym Perlo Vita spielte er auch eine der vier Hauptrollen. Für Rififi erhielt Dassin auf dem Filmfestival in Cannes 1955 den Preis für die beste Regie. Die berühmte, in der Vorlage nicht vorhandene 32 Minuten dauernde Einbruchsszene, in der kein Wort gesprochen wird, wurde in mehreren späteren Filmen zitiert, imitiert und parodiert, unter anderem von Dassin selbst in Topkapi.
1955 lernte er in Cannes die griechische Schauspielerin Melina Mercouri kennen. Im folgenden Jahr spielte sie in seinem Film Der Mann, der sterben muss nach Nikos Kazantzakis’ Roman Griechische Passion (Ο Χριστός ξανασταυρώνεται). Mit Mercouri drehte Dassin auch seine großen internationalen Erfolge Sonntags… nie! (1960) und Topkapi (1964). Dassin und Mercouri heirateten im Jahr 1966. Nach dem Militärputsch in Griechenland gingen sie ins Exil nach Paris.
Dassins späteren Filmen war weder kommerzieller noch künstlerischer Erfolg beschieden. 1968 kehrte er für Black Power in die USA zurück. Im selben Jahr arbeitete er auch am Broadway und wurde als Regisseur und Drehbuchautor der Musicalversion von Sonntags… nie! für zwei Tony Awards nominiert.
Vom Jahr 1974 an, nach Ende der Militärdiktatur, lebten Dassin und Mercouri wieder in Griechenland. 1992 wurde ihm die griechische Ehrenstaatsbürgerschaft verliehen. Nach dem Tod seiner Frau 1994 gründete er die Melina-Mercouri-Stiftung und setzte sich für die bis heute nicht erfolgte Rückgabe des Parthenon-Frieses aus London nach Athen ein, die ein oberstes Anliegen Mercouris insbesondere in ihrer Zeit als griechische Kulturministerin gewesen war. Das von Dassin mit initiierte neue Akropolismuseum wurde 2009 eröffnet. Die Eröffnung erlebte Dassin jedoch nicht mehr: Er starb 96-jährig im Athener Hygeia-Krankenhaus und wurde, seinem Wunsch entsprechend, auf dem Ersten Athener Friedhof neben Melina Mercouri beigesetzt.

## Familie
Aus der ersten, 1962 geschiedenen Ehe Dassins mit der in New York geborenen, ungarischstämmigen, wie er jüdischen Violinistin Béatrice Launer (1913–1994) stammen der populäre französische Chanson-Sänger Joe Dassin (1938–1980) sowie die Töchter Richelle (* 1940) und Julie (* 1944).

## Filmografie
- 1941: The Tell-Tale Heart
- 1942: Nazi Agent
- 1942: The Affairs of Martha
- 1942: Reunion in France
- 1943: Young Ideas
- 1944: Das Gespenst von Canterville (The Canterville Ghost)
- 1946: Two Smart People
- 1946: A Letter for Evie
- 1947: Zelle R 17 (Brute Force)
- 1948: Stadt ohne Maske (The Naked City)
- 1949: Gefahr in Frisco (Thieves’ Highway)
- 1950: Die Ratte von Soho (Night and the City)
- 1955: Rififi (Du rififi chez les hommes)
- 1957: Der Mann, der sterben muß (Celui qui doit mourir)
- 1959: Wo der heiße Wind weht (La legge)
- 1960: Sonntags… nie! (Ποτέ Την Κυριακή)
- 1962: Phaedra
- 1964: Topkapi
- 1966: Halb elf in einer Sommernacht (10:30 P.M. Summer)
- 1968: Hamilchama al hashalom (Dokumentarfilm)
- 1968: Black Power (Up Tight!)
- 1970: Versprechen in der Dämmerung (Promise at Dawn)
- 1974: The Rehearsal
- 1978: Traum einer Leidenschaft (Kravgi gynaikon)
- 1980: Zwei Herzen voller Liebe (A Circle of Two)

## Auszeichnungen (Auswahl)
- 1955: Preis für die Beste Regie auf den Internationalen Filmfestspielen von Cannes für Rififi
- 1956: Prix Méliès von dem Association Française de la Critique de Cinéma für Rififi
- 1956: National Board of Review: Bester ausländischer Film für Rififi
- 1957: Besondere Erwähnung der „International Catholic Organization for Cinema and Audiovisual“ (OCIC) im Rahmen der Filmfestspiele von Cannes für Der Mann, der sterben muss
- 1960: Nominierung für den British Film Academy Award für den Besten Film für Sonntags… nie!
- 1961: Oscar-Nominierungen für die Beste Regie und das Beste Originaldrehbuch für Sonntags… nie!
- 1997: Preis für das Lebenswerk auf dem Filmfest München
- 2000: Sonderpreis des New York Film Critics Circle für Rififi
- 2017 nahm die Online Film & Television Association Rififi in die OFTA Film Hall of Fame 	 auf